# Inferno (Dan Brown)
Inferno è il sesto romanzo thriller dello scrittore Dan Brown, pubblicato il 14 maggio 2013 in contemporanea in quasi tutto il mondo.
È il quarto romanzo della serie con protagonista il professore Robert Langdon.

## Trama
Nel prologo, un uomo viene inseguito da minacciosi assalitori, e pur di non essere catturato si getta dal campanile della Badia Fiorentina, a Firenze.

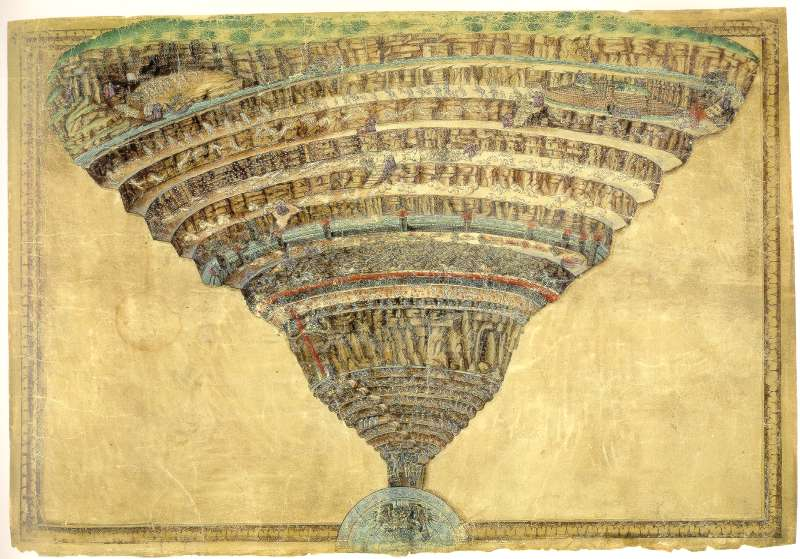
La mappa dell'Inferno di Botticelli

Sei giorni dopo il professor Robert Langdon si sveglia in un ospedale fiorentino con una ferita alla testa che gli procura una seria amnesia e visioni riguardanti una donna misteriosa. All'ospedale viene accudito dal dottor Marconi e dalla dottoressa Sienna Brooks, che gli spiega come la sera precedente sia arrivato all'ospedale in stato di semi-incoscienza; l'amnesia sarebbe dovuta a un colpo d'arma da fuoco che l'ha colpito di striscio. Improvvisamente irrompe Vayentha, una killer che uccide il dottor Marconi e sembra intenzionata a uccidere Langdon, che riesce a fuggire grazie all'aiuto di Sienna.
Nell'appartamento di Sienna Langdon trova una capsula al titanio per materiale biologico, programmata per essere aperta da lui solo; il professore decide allora di denunciarsi al Consolato USA. Quando invece dell'aiuto richiesto vede arrivare Vayentha, Langdon comprende di essere nel mirino del suo stesso governo e che l'unica opportunità di salvezza sta nel riottenere le memorie dei due giorni precedenti, partendo dal contenuto della capsula di cui è in possesso. Al suo interno si trova un artefatto medievale dentro il quale è stato inserito un minuscolo proiettore; l'immagine che esso proietta è la Mappa dell'Inferno dantesco di Sandro Botticelli. Improvvisamente un gruppo di soldati irrompe a casa di Sienna e i due sono costretti a scappare.

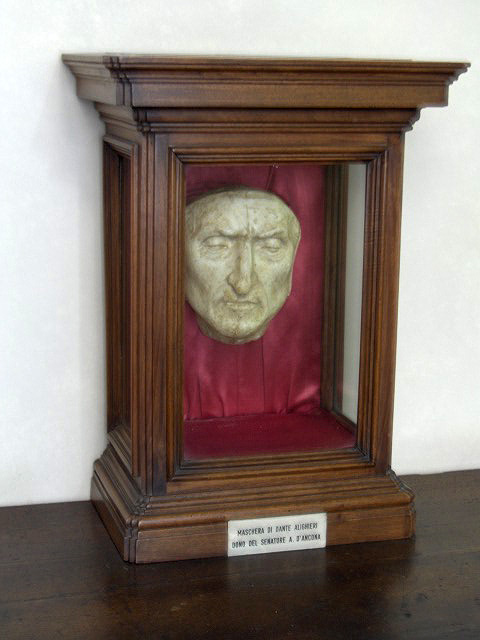
La maschera mortuaria di Dante in Palazzo Vecchio.

Langdon inizia a ricordare che le sue ricerche riguardavano Dante Alighieri, così con Sienna si dirige verso il centro storico di Firenze, dove scoprono di essere ricercati dalla polizia. I due sono quindi costretti a introdurvisi attraversando furtivamente il giardino di Boboli. Nel frattempo il professore si rende conto che la mappa è stata modificata per contenere un indizio che rimanda a un dipinto di Giorgio Vasari, la Battaglia di Marciano, nel Salone dei Cinquecento a Palazzo Vecchio. Sempre più braccati dai militari e da Vayentha, Sienna e Langdon riescono a nascondersi nella Grotta del Buontalenti e ad arrivare a Palazzo Vecchio percorrendo il corridoio vasariano.

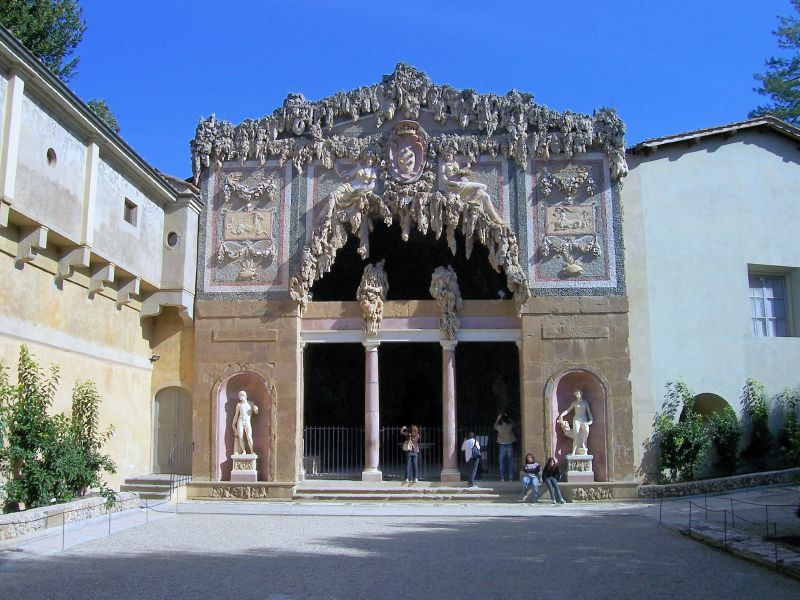
Entrata della Grotta del Buontalenti. A sinistra corre il Corridoio Vasariano.

I due incontrano Marta Alvarez, la direttrice del museo, la quale afferma che la sera prima lui stesso si sarebbe recato nel museo con Ignazio Busoni detto "il Duomino", direttore del Museo dell'Opera del Duomo, per esaminare la maschera mortuaria di Dante Alighieri. Langdon chiede di rivederla, ma essa risulta scomparsa. I tre esaminano i nastri di videosorveglianza, nei quali si vede che a rubare la maschera sono stati proprio Langdon e il Duomino; si scopre inoltre che l'uomo è morto la sera prima, e tra le sue ultime parole avrebbe lasciato un indizio per Langdon: la frase "Paradiso venticinque".
Inseguiti da Vayentha, dal Governo USA e dalla security di Palazzo Vecchio, Langdon e Sienna riescono a fuggire tramite un passaggio segreto che li conduce alla zona delle capriate del soffitto sospeso del Salone dei Cinquecento, dove hanno un confronto con Vayentha che, spinta da Sienna, cade nel vuoto e muore. Riescono poi ad uscire dal palazzo tramite la scalinata e la porta del Duca di Atene.

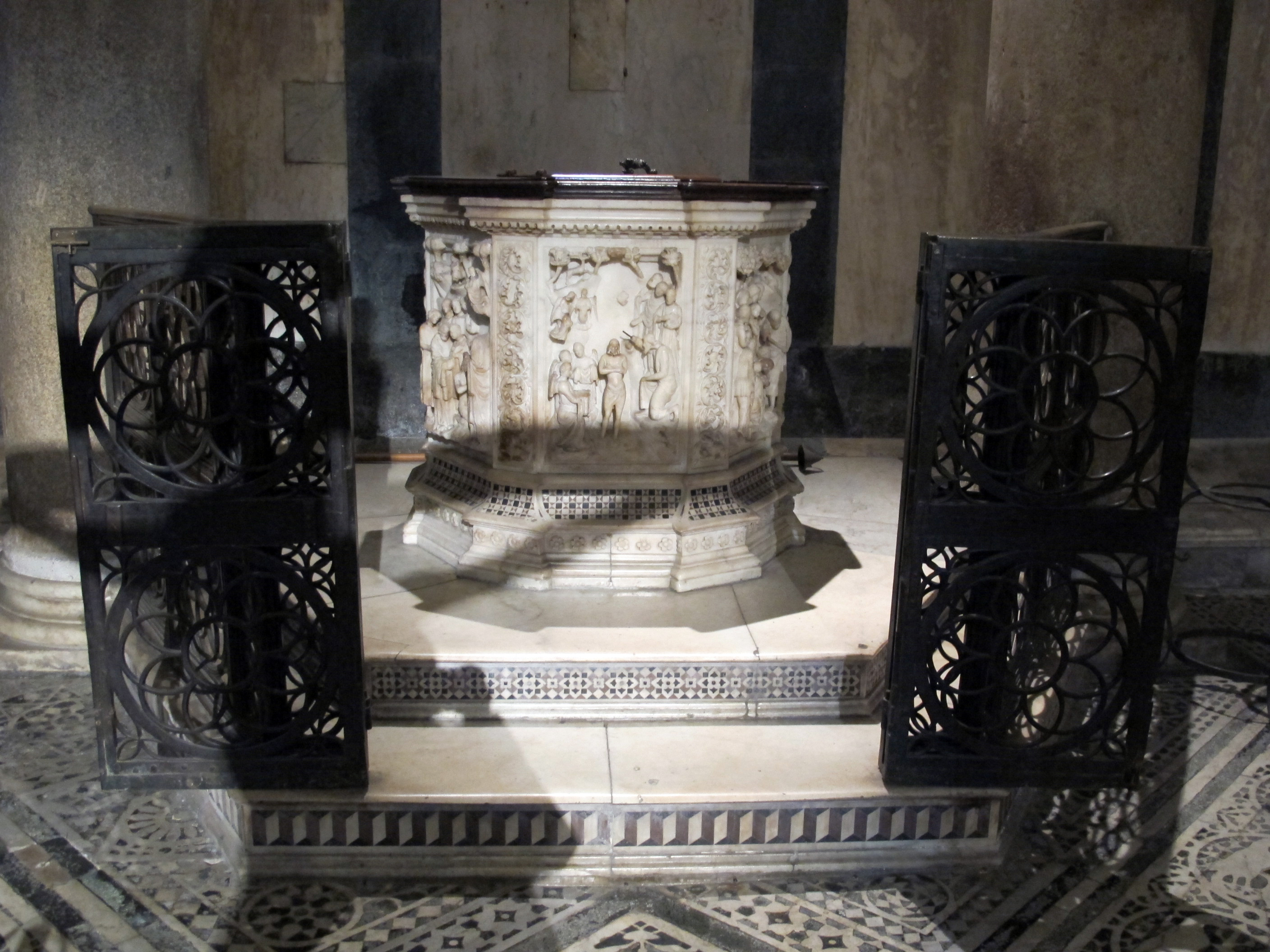
Il fonte battesimale del battistero di Firenze.

Langdon ipotizza che l'indizio del Duomino sia legato al venticinquesimo canto del Paradiso di Dante, pertanto i due si mettono alla ricerca di una copia della Divina Commedia. Durante la loro ricerca, che li porta prima alla Casa di Dante e poi nella chiesa di Beatrice, si vedono inseguiti da un individuo che mostra addosso i segni di una pestilenza. Finalmente riescono a leggere il testo del Canto, dove trovano un riferimento al battistero di San Giovanni. Entrati nel Battistero attraverso la Porta del Paradiso, vi trovano la maschera di Dante: sul retro di essa è stato scritto un indovinello; Sienna ipotizza che a farlo sia stato Bertrand Zobrist, un celebre genetista, possessore putativo della maschera. Nel frattempo l'uomo appestato li raggiunge e li aiuta a eludere i loro inseguitori: egli rivela di chiamarsi Johnathan Ferris e di lavorare per l'Organizzazione mondiale della sanità, la quale sarebbe mandante della missione di Langdon a Firenze.

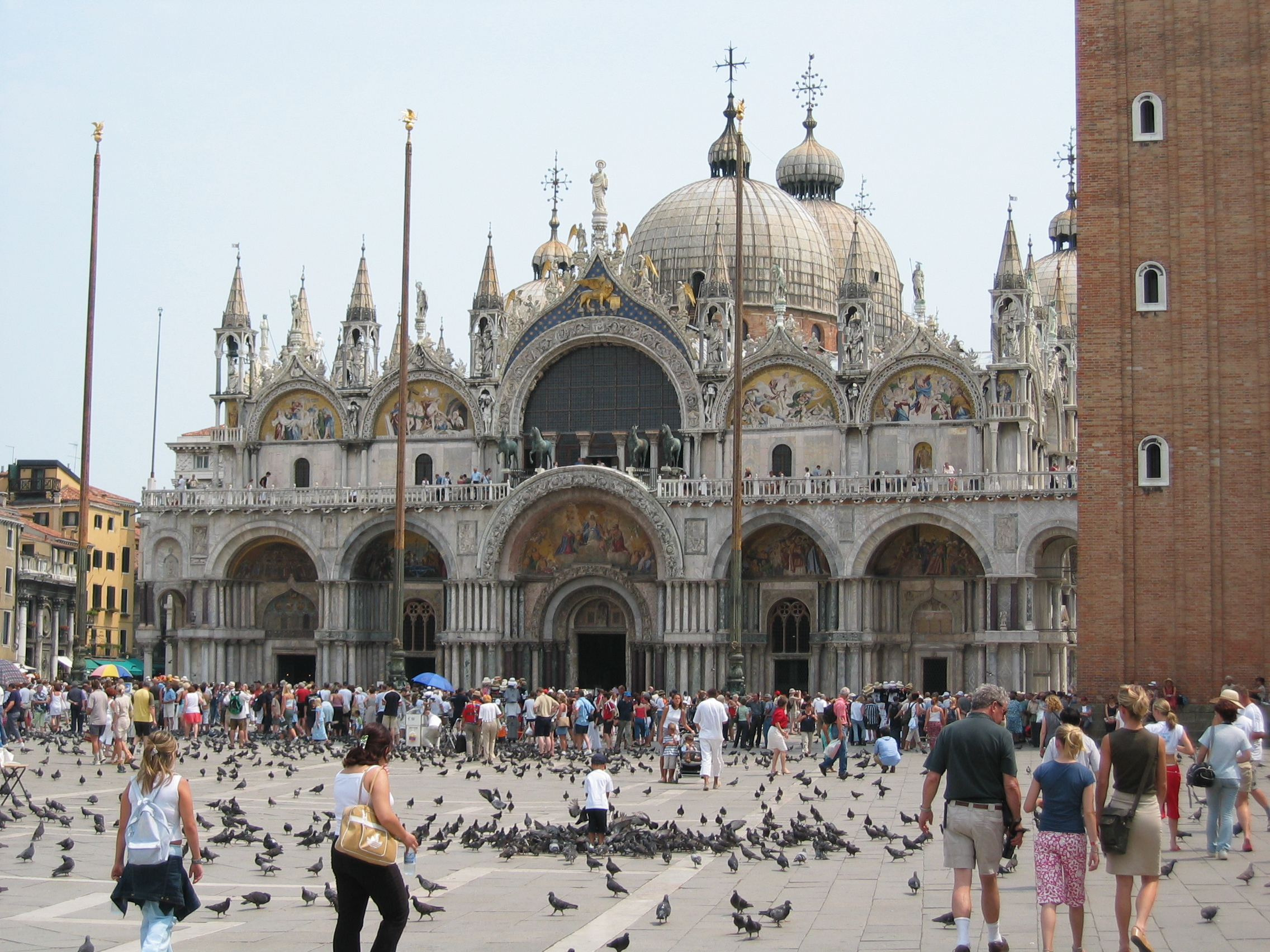
La basilica di San Marco

L'indovinello sembra portare a Venezia, sulla tomba del doge Enrico Dandolo; i tre vi si recano, ma mentre esplorano la Basilica di San Marco Ferris manifesta i sintomi più gravi della peste. Separato da Sienna, Langdon viene catturato e condotto da Elizabeth Sinskey, la donna delle sue visioni, la quale finalmente fa luce su ciò che era successo nei giorni precedenti: Zobris, fanatico dantista, aveva creato un virus letale simile alla peste nera, che nelle sue intenzioni avrebbe risolto il problema della sovrappopolazione mondiale; era però morto (era lui l'uomo del prologo) lasciando degli indizi correlati alla Divina Commedia che conducono al posto dove il virus è nascosto, prima che l'involucro biosolubile in cui è contenuto si potesse aprire. Langdon era effettivamente stato incaricato dalla OMS di risolvere gli enigmi di Zobrist, ma dopo l'esame della Maschera era scomparso nel nulla. L'OMS temeva che Langdon avesse tradito il suo Governo; in realtà era stato catturato dal Consortium, un'organizzazione segreta specializzata nel manipolare la realtà a cui Zobrist si era rivolto per proteggere il virus. La memoria di Langdon era stata cancellata grazie a una droga sperimentale, poi gli avevano fatto credere di essersi messo contro il suo stesso Governo: Sienna, Ferris e Vayentha erano agenti del Consortium, e Langdon non era mai stato davvero in pericolo, poiché i soldati erano agenti dell'OMS che lo cercavano non per ucciderlo, ma per fargli riprendere la missione. Il Consortium però si era reso conto che l'incarico di Zobrist avrebbe potuto provocare un disastro biologico, così si era alleato con la OMS; inoltre avevano scoperto che Sienna era l'ex amante di Zobrist, e aveva smesso di seguire gli ordini per arrivare al virus e, probabilmente, accelerare la sua diffusione. Langdon accetta di portare a termine la missione.

La basilica di Santa Sofia

L'indovinello di Zobrist non portava a Venezia ma a Istanbul, a Santa Sofia, dove Dandolo è sepolto. Il luogo dove Zobrist aveva nascosto la sacca del virus è un'antica cisterna, ma quando arrivano trovano la sacca già disciolta e il virus già in circolo.
Robert insegue una rediviva Sienna, che però rivela la verità: Zobrist non aveva creato un virus, ma un vettore in grado di modificare il DNA della popolazione mondiale e renderne sterile un terzo. Sienna stava cercando di distruggere il virus, nel timore che esso potesse essere usato per scopi di bioterrorismo, ma non aveva messo in conto che il piano di Zobrist fosse un bluff, e che il virus fosse già in circolazione da giorni.
Il capo del Consortium viene arrestato mentre tenta di fuggire, e viene sottinteso che l'organizzazione sarà soppressa. Sienna riceve l'amnistia da Elizabeth Sinskey, che la invita a lavorare con l'OMS per arginare gli effetti del virus. Il virus non ha una cura, e anche la modifica del genoma umano sarà sempre rischiosa. Langdon torna a Firenze per riposizionare la Maschera di Dante al suo posto, per poi tornare a casa riflettendo su come l'umanità sia inconsapevolmente entrata in una nuova era.

## Personaggi
- Robert Langdon: docente di iconologia religiosa all'Università di Harvard, negli Stati Uniti, ed esperto di simbolismo. Ottimo nuotatore, soffre di claustrofobia a causa di un trauma infantile.
- Sienna Brooks: dottoressa giovane ed attraente, dotata di un'intelligenza straordinaria, aiuta Langdon a sfuggire ai suoi inseguitori e nella risoluzione degli enigmi. A causa del suo intelletto si è sentita emarginata ed incompresa per tutta la sua infanzia e per questo ha sofferto molto; è straordinariamente abile nei travestimenti.
- Dottor Marconi: medico dell'ospedale dove si risveglia Langdon. In seguito si rivela essere "Jonathan Ferris".
- Vayentha: agente al soldo del Consortium. Viene licenziata in seguito al fallimento della sua missione.
- Christoph Brüder: uomo a capo di un corpo militare speciale.
- Il Rettore: fondatore e guida del Consortium.
- Laurence Knowlton: dipendente del Consortium.
- Marta Alvarez: direttrice del museo di Palazzo Vecchio.
- Ignazio Busoni: soprannominato "il Duomino", direttore del Museo dell'Opera del Duomo.
- Bertrand Zobrist: celebre ingegnere genetico e miliardario svizzero, proprietario della maschera di Dante. Principale antagonista del libro.
- Jonathan Ferris: agente del Consortium. Si spaccia per un agente dell'OMS e aiuta Langdon e Sienna a fuggire da Firenze. Nell'adattamento cinematografico non è presente.
- Elizabeth Sinskey: direttrice dell'OMS.

## Incongruenze storiche
- Nel romanzo un ruolo centrale è giocato dalla maschera funebre di Dante Alighieri conservata a Palazzo Vecchio; lo stesso Langdon dice che essa è autentica e spiega persino il procedimento utilizzato per crearla, che comprenderebbe l'applicazione del gesso direttamente sul cadavere. In realtà nessuna delle maschere mortuarie di Dante conosciute è autentica, ma si tratta sempre di sculture eseguite in epoca successiva alla morte del poeta. La maschera conservata in Palazzo Vecchio è stata realizzata tra il 1915 e il 1920[1].
- Nel romanzo i protagonisti attraversano il corridoio vasariano a ritroso dal giardino di Boboli a palazzo Vecchio, ma non si spiega come essi facciano ad attraversare gli Uffizi e ad aprire le porte tra la galleria e palazzo Vecchio. Inoltre essi, giunti al Palazzo, sbucano in alcuni uffici comunali, e solo successivamente raggiungono la zona museale: in realtà l'ingresso del Corridoio è situato negli appartamenti di Eleonora di Toledo.
- Nella descrizione delle capriate del salone dei Cinquecento si parla di una passerella per i visitatori che arriva a metà del soffitto: essa esiste davvero ma si ferma davanti alla prima capriata[2].
- Langdon descrive con dovizia alcuni particolari che nella Visione dell'Inferno di Botticelli sono quasi o del tutto invisibili: le figure dei dannati, per esempio, sono minuscole, dunque molti dei dettagli citati (espressioni sofferenti, posizione di braccia e mani) sono indiscernibili. Inoltre Langdon fa riferimento all'uso massiccio del colore rosso, presente solo in una minima porzione del disegno (il fiume Flegetonte).
- Nel capitolo 15 si dice che i golosi sono fermi nei loro escrementi e che se ne cibano; in realtà questa è la pena riservata agli adulatori (seconda bolgia, ottavo cerchio); i golosi sono invece sommersi da una fanghiglia in cui si rivoltano di continuo.
- Nel romanzo ci sono molti dettagli di Venezia, ma contengono errori:
  - Viene detto che il Campanile di San Marco può essere visto da qualunque punto della città. In realtà, al di fuori della piazza, si vede solo da due punti di Venezia: Campo San Giovanni e Paolo e Ponte del Lovo.
  - Si fa cenno al punto in cui l'asfalto incontra il mare sul bordo meridionale di piazza San Marco, la quale tuttavia non è mai stata asfaltata, ma lastricata fin dal XIII secolo.
  - La cripta della Basilica di san Marco non è al di sotto del piano di calpestio, poiché a causa della conformazione di Venezia si troverebbe perenemmente allagata; non possiede inoltre i pozzi d'aerazione descritti nel libro e le finestre di cui è dotata si aprono sulle navate, non verso l'esterno[3].
  - Nel capitolo 79, Sienna corre verso ovest lungo il marciapiede della Fondamenta Vin Castello. Questa frase contiene numerosi errori: vicino a Rialto esiste una Riva del Vin, mentre Fondamenta del Vin è nel Sestiere di San Marco; a Venezia non esistono marciapiedi e le fondamenta a Rialto vanno da Nord a Sud.
  - Viene detto che le decorazioni sulla pavimentazione di piazza San Marco servivano per delimitare le bancarelle: in realtà la pavimentazione - che include motivi ad ellissi e greche - è puramente decorativa e fu progettata da Andrea Tirali.

## Adattamento cinematografico
Dopo il grande successo del romanzo ne è stato realizzato un film diretto da Ron Howard e distribuito dalla Columbia Pictures. Tom Hanks riprende il ruolo di Robert Langdon ed è affiancato da Felicity Jones nel ruolo di Sienna Brooks. Il film è uscito nelle sale cinematografiche statunitensi il 13 ottobre 2016.
Nella versione cinematografica il finale risulta cambiato: l'effettivo rilascio del virus e conseguente contagio dell'intera popolazione mondiale viene impedito in pieno contrasto con il finale dell'opera letteraria.